# Аджієв Мурад Ескендерович
Мура́д Ескенде́рович Аджієв (з 1994 року публікується під псевдонімом Мурад Аджі; 9 грудня 1944, Москва, РРФСР, СРСР — 7 березня 2018, Москва, Росія) — радянський і російський вчений, письменник, публіцист. Автор власної концепції Великого переселення народів, що зародився на Алтаї, історичній батьківщині древніх тюрків. За освітою географ, має ступінь кандидата економічних наук, доцент. За національністю кумик.

## Біографія

### Початок наукової діяльності
Народився 9 грудня 1944 року в Москві. У 1964 році він вступив на географічний факультет МДУ, який закінчив у 1969 році. У тому ж університеті був прийнятий до аспірантури. Його кандидатська дисертація присвячена проблемі економіко-математичного моделювання освоєння Сибіру. Науковим керівником був професор В. Ф. Бурханов. Аджієв працював у відділі економічного прогнозування Міністерства кольорової металургії СРСР. З 1975 року він читав курс лекцій з економічної географії у фінансово-економічному інституті (ВЗФЕІ), де пропрацював 15 років.
У цей період він активно працює в галузі наукової журналістики, виступає в телевізійних передачах, багато часу проводить у наукових відрядженнях. Сфера інтересів Мурада Аджі включала в себе економіку, фізику, хімію, медицину, історію, театр, етнографію, літературу та ін. А його роботи в області економічної, соціальної та історичної географії в кінцевому підсумку сприяли пробудженню інтересу Мурада Аджі до історії.
У 1983 році в Москві була опублікована його науково-популярна книга «Сибір: XX століття», в якій автор тільки підходив до теми історії. Але вона стала важливим етапом в його житті. Автор звернувся до теми територіально-виробничих комплексів і демографічних зрушень, обумовлених освоєнням нових територій. Він показав Сибір як центр переплетення багатьох людських, виробничих, наукових, культурних проблем Але, як пише Аджієв, сказавши правду про грубі економічніх прорахунках держави при освоєнні Сибіру, він накликав на себе гнів ЦК КПРС і опинився в «чорних списках». В даний час ця книга входить до переліку рекомендованої або додаткової літератури навчальних курсів деяких вузів Росії.
Аджієв і його книга опинилися в «чорних списках», коли «період застою» підходив до кінця. Цей період незабаром поступився місцем новій політичній, економічній і соціальній політиці і швидким змінам в житті. Неспокійним і складним цей період виявився не тільки для Центральної Росії, але і для всього Радянського Союзу. У таких непростих умовах Мурад Аджі продовжував свою дослідницьку і творчу діяльність. Йому не давали захистити докторську дисертацію. Його навіть не прийняли до Спілки журналістів, незважаючи на сотні публікацій в країні і за кордоном. Вимушений відмовитися від захисту докторської дисертації, Аджиєв самостійно вів дослідження донного льоду і концентрації важкої води на річках Сибіру. Результатом цієї роботи стала гіпотеза про концентрацію важкої води в природі, в якій мова йде про природні родовищах дейтерію — ядерного палива. Основні ідеї гіпотези він виклав в 1989 році в науковому журналі
«Материалы гляциологических исследований» (Матеріали гляціологіческіх досліджень) і в ряді науково-популярних видань. Ця цікава гіпотеза про явище, «суть якого не була перш пояснена і спроба дати йому наукове пояснення», викликала інтерес фахівців.
На думку мерзлотознавця Алексєєва В. Р., дослідження Аджиева і його гіпотеза ставлять питання про необхідність проведення спеціальних робіт у цьому напрямку. Однак
корупція, яка вкоренилася у ВУЗах, ідеологічний тиск змусили його в 1989 році завершити академічну кар'єру в Інституті.
Аджієв багато років співпрацював з відомими науково-популярними і літературними журналами Радянського Союзу: «Знание — сила» (Знання — сила), «Вокруг света» (Навколо світу), «Новый мир» (Новий світ). І в 1989 році він йде з інституту і починає працювати науковим редактором в знаменитому науково-художньому журналі «Вокруг света». Виступаючи в ролі журналіста і дослідника, пише етнографічні статті про «зникаючі» народи Радянського Союзу. На початку 90-х років XX століття бере участь в поїздках в «гарячі» точки, публікує нариси про військові дії на Кавказі. Його увагу привертають так звані малі народи, про які він розповідає у своїх нарисах. Це формує інтерес до нової теми, що визначила подальшу діяльність.
Його захопила історія власного народу, і це стало поворотним моментом у житті, що відкрив нову тему досліджень. Одна з його перших статей була про кумиків, інша — про карачаївців. Тоді і закріпилося за ним прізвисько Пантюркіст — ярлик, який за часів Радянського Союзу приклеювали людям за інакомислення.
Хто є я? Що є моє коріння? З цих питань Аджієв починає свої перші дослідження минулого кумиків. Їх історію було прийнято відраховувати з XIX століття, з часів завоювання Кавказу. Ця офіційна точка зору в радянську епоху не підлягала обговоренню. У своїх нарисах Аджієв звернувся до дослідження більш далекого минулого. Що було раніше?
У 1992 році в Рибінську (після серії статей на цю тему) виходить книга «Ми — з роду половецького!». Після публікації цієї книги Аджієва за вказівкою «зверху» звільнили з журналу.
Фактично припинилася і журналістська кар'єра. Так для нього почалося життя професійного письменника-дослідника. Відтепер він виступає під родовим прізвищем Аджі, замість прізвища Аджієв, з якою жив за радянських часів

### Концепція Великого переселення народів і тюркологія
Після звільнення з редакції журналу «Вокруг света» Аджієв продовжив самостійне дослідження. Він досліджує країну Дешт-і-Кипчак (Великий Степ, Половецьке поле). Аджієв висловлює гіпотезу про велике переселення народів, що зародилося на Алтаї більше 2000 років тому. Він простежив передбачувані етапи переселення в часі і окреслив їх на географічній карті. Аджієв приходить до висновку, що країна Дешт-і-Кипчак сформувалася в результаті переселення з Алтаю і освоєння нових територій. Територія Дешт-і-Кипчак в 1-му тисячолітті простягалася від Байкалу до Атлантики і включала в себе значну частину території Сибіру і сучасної Росії.
Результати своїх досліджень Аджієв виклав в 1994 році в книзі «Полынь Половецкого поля: Из родословной кумыков, карачаевцев, балкарцев, казаков, казахов, татар, чувашей, якутов, гагаузов, крымских татар, части русских, украинцев и других народов, ведущих свое начало от тюркского (кипчакского) корня и забывших его» (Полин половецького поля: з родоводу кумиків, карачаївців, балкарців, козаків, казахів, татар, чувашів, якутів, гагаузів, кримських татар, частини росіян, українців та інших народів, що ведуть свій початок від тюркського (кипчацького) кореня і забули його). Як сказано в анотації до 3-го видання книги, автор вважає, що російська історія, «всупереч прийнятій думці почалася зовсім не в IX столітті, а багато раніше». Особливу увагу в книзі Аджієв приділяє релігії древніх тюрків — тенгріанству.
"Полынь Половецкого поля"принесла популярність Аджієву і витримала до 2015 року 9 перевидань. У Бакинському слов'янському університеті в рамках напряму «Тюркологія» науково-дослідна лабораторія «Проблеми перекладу» переклала і видала книгу «Полынь Половецкого поля» як кращий твір з тюркських мов, літературам, історії. Автором перекладу став відомий тюрколог, лінгвіст професор Тофік Гаджієв. Сама книга вивчається на педагогічному факультеті Бакинського слов'янського університету. У 2001 році професор Університету газі (сьогодні Анкарський університету Хаджі Байрама) Зейнеп Баглан Озер переклала книгу на турецьку мову, а в 2019 році виконала переклад 2-го видання книги (доповненого і переробленого).
У 1996 році «Енциклопедія для дітей» видає статтю Аджієва «Релігія степу: (Матеріал публікується на правах проблемного)», присвячену тенгріанству — релігії древніх тюрков, де говориться, що народи Великого Степу (Дешт-і-Кипчак) не були язичниками і сповідували монотеїзм, віру в Єдиного Бога — Тенгрі, а рівносторонній хрест був одним з найдавніших символів тенгріанства.
У 1997 році Аджієв бере участь у Міжнародному симпозіумі «Степ і культура. Великий шлях у часі», де робить доповідь «Тюркський внесок у європейську цивілізацію». У ньому, як сказано в анотації, «розглядаються роль і значення тюркської культури, а також її вплив на розвиток європейської цивілізації».
У 1998 році Аджієв запрошений на Міжнародний семінар, присвячений 100-річчю М. О. Ауезова, де йому надана честь першого виступу. У доповіді «Тенгріанство і основи сучасної європейської культури» він піддав перегляду усталену тезу про те, що кипчаки — язичники, які не знали монотеїзму. За його концепцією, жителі країни Дешт-і-Кипчак сповідували монотеїстичне тенгріанство (віру в Бога Небесного-Тенгрі), яке пізніше дало початок іншій монотеїстичній релігії — християнству. Семінар викликав інтерес інтелектуальної громадськості, а доповідь Аджієва знаходила відгук протягом усього семінару.
У 1998 році у видавництві «Мысль» (Думка) виходить перше видання науково-популярної книги Аджієва «Європа. Тюрки. Великий Степ», що продовжує тему Великого переселення народів. Особливу увагу приділено внеску Великого Степу в європейську культуру. Як сказано в анотації до її перевидання 2015 року, книга перевидавалася неодноразово і «у ній вперше була викладена концепція Великого переселення народів, яка отримала розвиток в наступних роботах автора». У 2016 році книга «Європа. Тюрки. Великий Степ» опублікована в Туреччині турецькою мовою. На думку автора перекладу Зейнеп Баглан Озер, професора Анкарського університету Хаджі Байрама Вели, книга написана в кращих традиціях науково-популярного жанру, а концепція Великого переселення народів дозволяє поглянути на світову історію під новим кутом зору. Фахівець особливо відзначає важливість досліджень Аджієва в контексті історичної та економічної географії. Сам Аджієв підкреслює, що за фахом він — географ-економіст і пише книги з позицій своєї науки, якою служить все життя: «Найважчим завданням в історичній географії вважається показ економічної основи досліджуваної території. Саме цими питаннями я і займаюся».
Книги Аджієва виходять на широку аудиторію після Перебудови, викликаючи широкий відгук у читачів. У своїх дослідженнях він використовував попередній науковий досвід, пов'язаний з проблемами освоєння Алтаю і Сибіру. Його знання зіграли важливу роль при дослідженні проблеми заселення стародавнього Сибіру. Завдяки цьому його концепція Великого переселення народів з Алтаю отримала глибоке наукове обґрунтування. «Наша батьківщина — степ, а колиска — Алтай», — доводить Мурад Аджі. Він поглиблює і розширює цю думку в кожній наступній книзі: «Кипчаки. Древняя история тюрков и Великой Степи» (1999), «Кипчаки. Огузы. Средневековая история тюрков и Великой Степи» (2001), «Тюрки и мир: сокровенная история» (2004), «Asia's Europa» (2005), «Азиатская Европа» (2006), «Дыхание Армагеддона» (2006), «Без Вечного Синего Неба: Очерки нашей истории» (2010), «Полынный мой путь» (2014), «Великая Степь. Приношение тюрка» (2014), «История тюрков. Такими знали нас» (2015), «Сага о Великой Степи» (2016). У роботах автора описується політична, соціальна, релігійна та етнічна історія Євразії, життя тюрків на Алтаї і їх розселення на Євразійському континенті. Теми, які досліджує він у всіх своїх творах: Дешт-і-Кипчак, Сибір, Алтай і тенгріанство.
У 2011—2012 роках Аджієв бере участь у створенні заключних серій історико-документальних фільмів проекту «Тюрки». Проект реалізований Російським географічним товариством і Міждержавною телерадіокомпанією «Мир». Мета проекту — «показати історію Росії і країн Співдружності через історію проникнення і вкорінення тюркських народів, познайомити широку аудиторію з культурою тюркських народів». Грант на здійснення задуму видав президент Росії В.Путін.
У 2013 році в татарському культурному центрі Москви проходить зустріч, присвячена 20-річчю діяльності Аджієва в області тюркології. Зустріч, яка зібрала людей різних національностей, проходила під девізом «єдиний народ єдиної країни!». Основним лейтмотивом численних виступів була подяка автору за його працю з відродження культури тюркських народів.
У 2017 році виходить у світ журнал «Вестник тюркского мира» (Вісник тюркського світу), всі публікації якого присвячені діяльності дослідника і письменника Мурада Ескендеровича Аджієва (Мурада Аджі). Відзначається, що він, випускник географічного факультету МДУ, який захистив дисертацію з питань освоєння Сибіру, залишився вірний обраній темі все життя. Завдяки цьому вчений зміг продовжити свої дослідження, підсумком яких стала концепція Великого переселення народів, що зародився на Алтаї.
У 2019 році опублікована остання робота Аджієва «Святой Георгий и гунны» (Святий Георгій і гуни). Автор писав цю книгу все життя. Його перші публікації, присвячені святому Георгію и перше книга, стали початком дослідження, якому він присвятив більше чверті століття. Автор вважає, що діяння Георгія ідеально «вписувалося» в Географічні і тимчасові координати подій, пов'язаних з Великим переселенням народів. В результаті Аджієв приходить до несподіваних висновків. Ці висновки географа. Він упевнений, що географія, будучи наукою точною, дозволяє об'єктивно поглянути на історичні події і позбутися від пелени політики. Дослідник сподівався, «що його робота змінить наш погляд на світ». Книга опублікована вже після смерті автора. Він працював над рукописом до останнього дня.
Він пішов з життя 7 березня 2018 року. Похований на Донському кладовищі в Москві.

## Оцінка діяльності Аджієва
Характеризуючи Аджієва як відомого дослідника, автора концепції Великого переселення народів, тюрколога, фахівці звертають увагу на універсалізм знань вченого: у своїй науковій діяльності він синтезує знання таких наук, як історія, географія, економіка, мовознавство, фольклор, етнографія, теологія та ін..Підкреслюється важливість його комплексного підходу до історичних досліджень, де географії відводиться визначальна роль. Відзначається, що концепція Великого переселення народів Аджієва дозволяє поглянути на світову історію під новим кутом зору і являє собою нове слово у світовій науці, чиє значення в повній мірі ще належить усвідомити і осмислити майбутнім поколениям.
Фахівці називають Аджієва в числі тих вчених, хто розглядав Великий Степ як простір, зручний для масових переселень, як мегарегіон, «який в географічному плані був набагато ширше, ніж власне Степова ландшафтна зона». Відзначається, що його дослідження Великого переселення народів, що зародився на Алтаї, дозволяють по-новому поглянути на проблему формування локальних цивілізацій давнини і середньовіччя.
Вчені різних спеціальностей посилаються на його публікації в своїх наукових статьях, монографіях і навчальних посібниках для Вузів, у докторських і кандидатських дисертаціях, відзначаючи його внесок у вирішення проблем генезису російського общества, в розгляд політико-антропологічного аспекту проблеми політичної ідентифікації, у вивчення проблеми історії християнства в Дагестане49 і ін.
У ряді навчальних курсів вузів Росії, Казахстану, Азербайджану роботи Аджієва входять в списки літератури і рекомендованої (або додаткової) літератури.
Сьогодні вчені різних країн продовжують роботу на основі відкриттів Аджієва. Особливо наголошується, що завдяки його дослідженням до теми тенгріанства, яке раніше не розглядалося в контексті світової історії, звернувся широке коло учених. Підкреслюється, що позиція Аджієва в цьому питанні змушує по-новому поглянути на історію людства.
Соціологічні опитування на Алтаї показали, що, на думку молоді, Аджієв входить в число фігур, що вплинули на історію народів Алтаю.. Фахівці відносять його роботи до творів, які відіграють важливу роль у вирішенні проблем етнопедагогічної освіти.
Разом з тим наголошується, що націоналістично налаштовані автори несхвально зустріли праці Аджієва і намагалися дискредитувати вченого, використовуючи різні прийоми, аж до тверджень про те, що його роботи розраховані на читача, який не володіє мінімумом знань з історії і знайомих з історією лише за курсом радянської середньої школи. Відзначається, що неприйняття робіт Аджієва часто прикривається твердженнями про пантюркской загрозі і докорами в націоналізме.
Кидається в очі зосередженість негативних висловлювань на тому, що Аджієв — не історик. На думку фахівців, в подібних висловлюваннях проявляється нерозуміння специфіки наукових досліджень, пов'язаних з такими складними областями знання, як економічна та історична географія, де професіоналізм Аджієва бесспорен. За словами самого вченого, «заочні опоненти» навіть не зрозуміли, що в основі його досліджень лежить наука географія.
Звертає на себе увагу і те, що ніхто з авторів негативних висловлювань на адресу Аджиева не вступив з ним у відкриту дискусію. Прагнення ж «за всяку ціну відшмагати чужака» вилилося в прямий заклик до фізичної розправи над Аджиевым. Сама концепція Великого переселення народів, що зародилася на Алтаї, залишилася при цьому поза увагою авторів негативних висловлювань.
Говорячи про діяльність Аджиева, автори відзначають його активну творчу работу, що сприяє виявленню історичної істини і духовному вихованню різних поколінь чітателей. Звертається увага на те, що науково-популярні книги Аджієва сприяють знайомству з національно-культурними традиціями і шанобливому ставленню до «чужих» національно-культурних кодам, а нові підтвердження його концепції змушують більш пильно придивитися до висновків автора.

## Книги
- Аджиев М. Э. Сибирь: XX век (Сибір: XX століття). — М.: Мысль, 1982.
- Аджиев М. Э. Мы — из рода Половецкого! (Ми — з роду половецького!). — Рыбинск, 1992.
- Аджи М. Полынь Половецкого поля: Из родословной кумыков, карачаевцев, балкарцев, казаков, казахов, татар, чувашей, якутов, гагаузов, крымских татар, части русских, украинцев и других народов, ведущих свое начало от тюркского (кипчакского) корня и забывших его (Полин половецького поля: з родоводу кумиків, карачаївців, балкарців, козаків, казахів, татар, чувашів, якутів, гагаузів, кримських татар, частини росіян, українців та інших народів, що ведуть свій початок від тюркського (кипчацького) кореня і забули його). — М.: ТОО «ПИК-КОНТЕКСТ», 1994. ISBN 5-7358-0177-5
- Аджи М. Тайна святого Георгия, или подаренное Тенгри: Из духовного наследия тюрков (Таємниця святого Георгія, або подароване Тенгрі: З духовної спадщини тюрків).— М.: МБФ «Джарган», 1997
- Аджи М. Европа. Тюрки. Великая Степь (Європа. Тюрки. Великий Степ).— 1-е изд.— М.: Мысль, 1998. ISBN 5-244-00914-1
- Аджи М. Кипчаки. Древняя история тюрков и Великой Степи. Книга для школьников и их родителей (Кипчаки. Давня історія тюрків і Великого Степу. Книга для школярів та їхніх батьків). — М.: «Новости», 1999. ISBN 5-88149-044-4
- Аджи М. Кипчаки. Огузы. Средневековая история тюрков и Великой Степи. Книга для школьников и их родителей (Кипчаки. Огузи. Середньовічна історія тюрків і Великого Степу. Книга для школярів та їхніх батьків).— М.: «Новости», 2001. ISBN 5-88149-076-2
- Аджи М. Тюрки и мир: сокровенная история (Тюрки і мир: сокровенна історія). — М. : АСТ, 2008. ISBN 5-17-050082-3 ISBN 978-5-17-050082-6
- Аджи М. Азиатская Европа (Азіатська Європа).— М.: АСТ, 2008. ISBN 5-17-048283-3 ISBN 978-5-17-048283-2
- Аджи М. Дыхание Армагеддона (Дихання Армагеддону). — М.: АСТ, Хранитель, 2011. ISBN 5-17-073768-8 ISBN 978-5-17-073768-0
- Аджи М. Без Вечного Синего Неба (Без Вічного Синього Неба). — М.: АСТ, 2010. ISBN 978-5-17-065941-8; ISBN 978-5-271-27149-6
- Аджи М. Полынный мой путь (Полиновий мій шлях).— М.: АСТ, 2014.ISBN 978-5-17-082067-2.
- Аджи М. Великая Степь. Приношение тюрка (Великий Степ. Його жертва тюрка). — М.: АСТ,2014. ISBN 978-5-17-083821-9
- Аджи М. История тюрков. Такими знали нас (Історія тюрків. Такими знали нас). — М.: АСТ, 2015. ISBN 978-5-17-087192-6.
- Аджи М. Сага о Великой Степи Очерки нашей истории (Сага про Великого Степу Нариси нашої історії). — М.: АСТ, 2016. ISBN 978-5-17-093309-9.
- Аджи М. Святой Георгий и гунны (Святий Георгій і гуни). — М.: АСТ, 2019. ISBN 978-5-17-112807-4.
- Adji M. Kıpçaklar. Türklerin ve Büyük Bozkırın Kadim Tarihi (Кипчаки. Давня історія тюрків і Великого Степу). — Ankara, Atatürk Kültür Merkezi Yayınları, 2002. ISBN 9751615321.
- Adji M. Asia's Europa. Volume 1 (Europe, Turkic, the Great Steppe) (Азіатська Європа. Т. 1. Європа. Тюрки. Великий Степ). — М.,: АСТ, 2005. ISBN 5-17-030206-1.
- Adji M. Avrupa Türkler ve Büyük Bozkır — Kıpçaklar (Європа. Тюрки. Великий Степ — Кипчаки). — Istanbul, Dogu Kitabevi, 2016. ISBN 978-605-9093-64-4.
- Adji M. Kaybolan Millet (Deşt-i Kipçak Medeniyeti) (Полин половецького поля).— Istanbul, Doğu Kitabevi, 2019. ISBN 978-605-2096-43-7.
- Adji M. Türklerin Sakli Tarih (Тюрки і мир: сокровенна історія). — Istanbul, Kaynak Yayınları, 2019. ISBN 978-605-69217-4-2.